# Michel Colombe
Michel Colombe (Bourges, ca. 1430-1513) fue un escultor francés, del periodo final del gótico francés y el Renacimiento.
Hijo de una familia de artesanos, fue una figura culminante de la escultura francesa en los albores del Renacimiento, y sigue siendo muy poco conocido: se ignoran las fechas exactas de su nacimiento y muerte, y la evolución de su arte no se puede seguir porque faltan las obras de juventud y madurez que señalan los documentos. Se duda de que fuera oriundo de Bretaña, como se creyó antes; su familia vivió en el centro de Francia, muriendo su padre en Bourges en 1457. Colombe trabajó para altos dignatarios de la misma región ejecutando en 1462 una serie de Apóstoles, hoy perdidos, para la capilla de Baugy en el castillo de su protector, el gobernador de Turena, el cual debió de ponerle en relación con el gran pintor de Tours, Jean Fouquet.
Entre 1480 y 1490 hizo algunas obras para la capilla de los duques de Bourbon, en Bourbon-Farchambault. A partir de 1490 residió en Tours, donde tuvo un taller muy afamado, con discípulos como Guillaume Regnault, que mantuvieron su estilo hasta 1530. A esta última etapa de su vida pertenecen las obras que permiten definir su personalidad. Entre ellas las esculturas sepulcrales de dos niños fallecidos para la tumba de Carlos VIII de Francia (1506) en la catedral de Tours. Es especialmente recordado por su magnífica obra, la tumba de Francisco II de Bretaña y de Margarita de Foix, en la catedral de Nantes (1502-1507) y el mausoleo de Filiberto II de Saboya, en Notre-Dame de Brou. Se le atribuye el Enterramiento de la abadía de San Pedro (Solesmes) (1494-1498). Un bajorrelieve encargado por Georges d'Amboise para el Castillo de Gaillon, que refleja hasta cierto punto la influencia de Donatello, se conserva en el Museo del Louvre.
Su hermano Jean Colombe (muerto en Bourges hacia 1529) fue un notable ilustrador de libros.

Obras de Michel Colombe
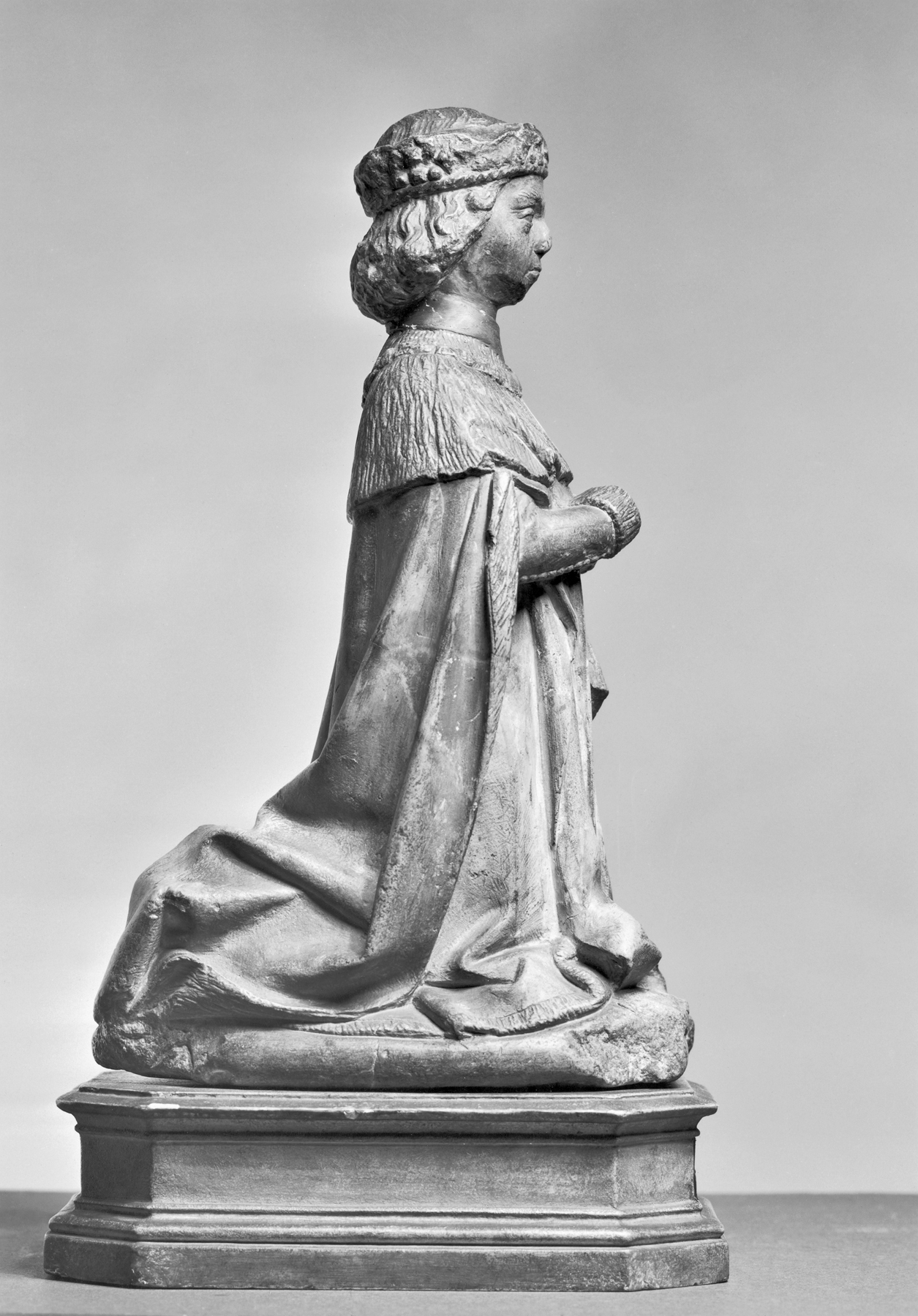
Jean II de Bourbon (1485), Sainte-Chapelle de Bourbon-l'Archambault
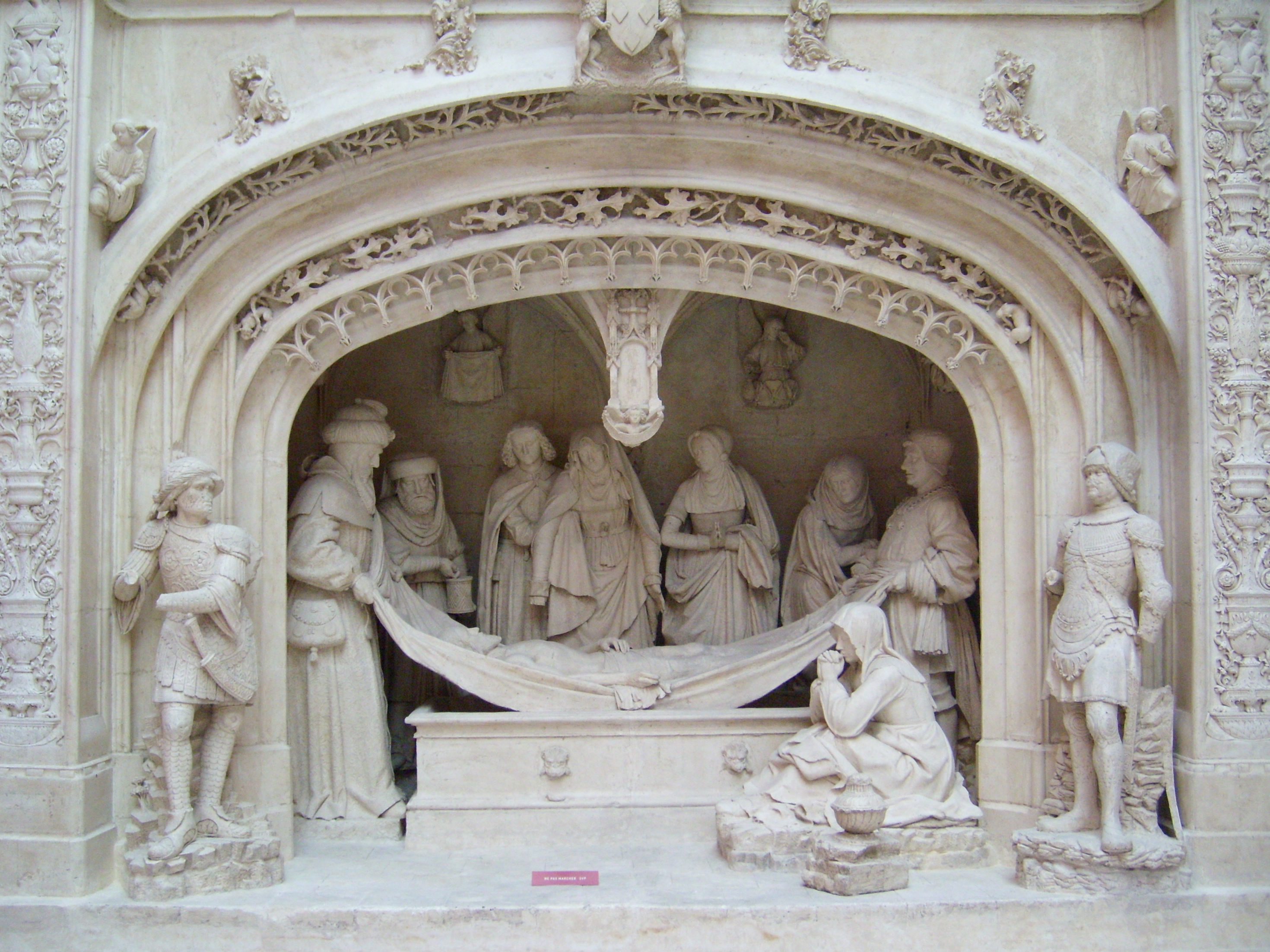
Mise au Tombeau du Christ (1496), abadía de Solesmes
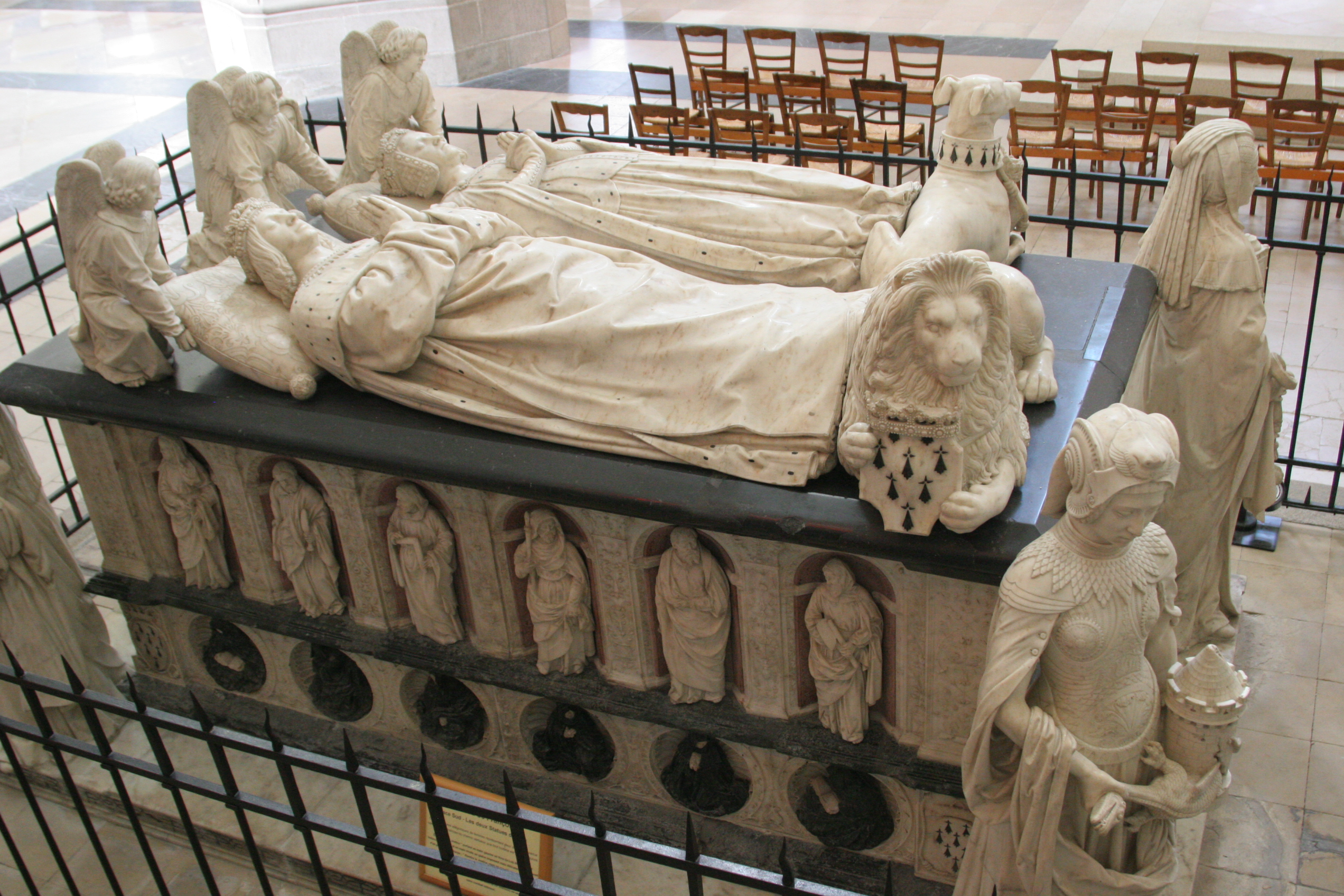
Mausoleo de Francisco II de Bretaña y de Margarita de Foix, en la catedral de Nantes (1502-1507)
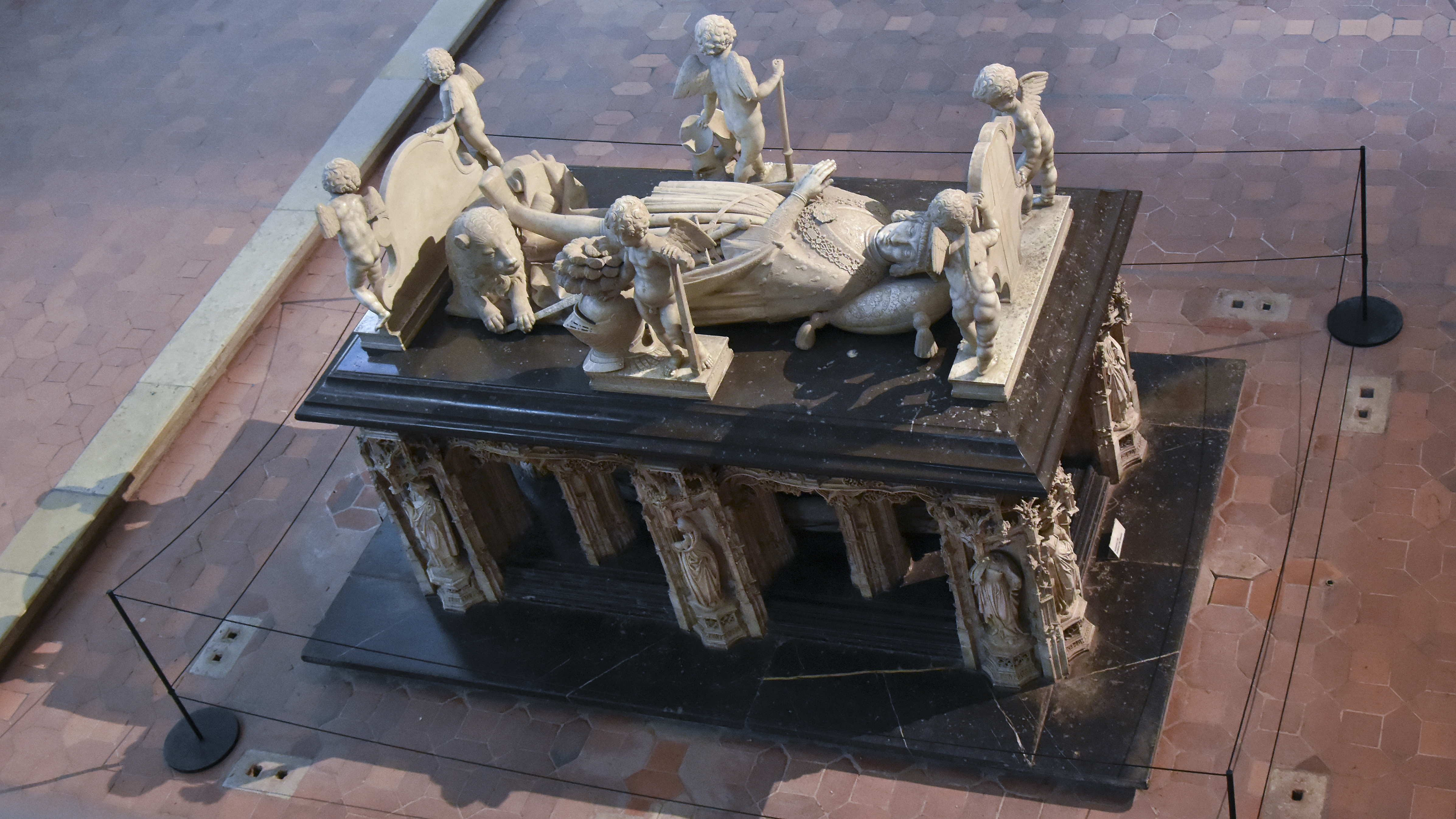
Tumba de Filiberto II de Saboya en Notre-Dame de Brou

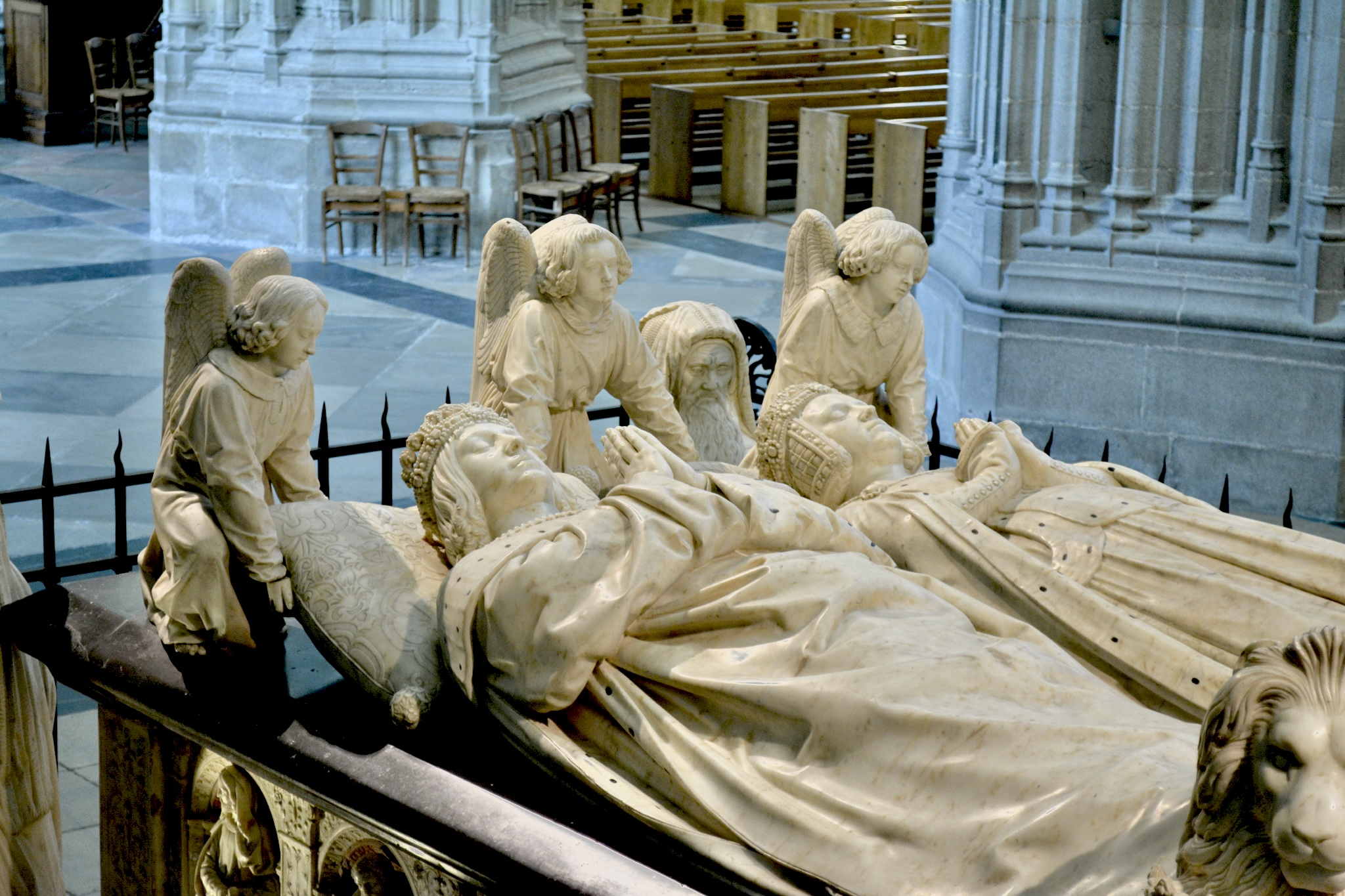
Detalle del mausoleo de Francisco II de Bretaña
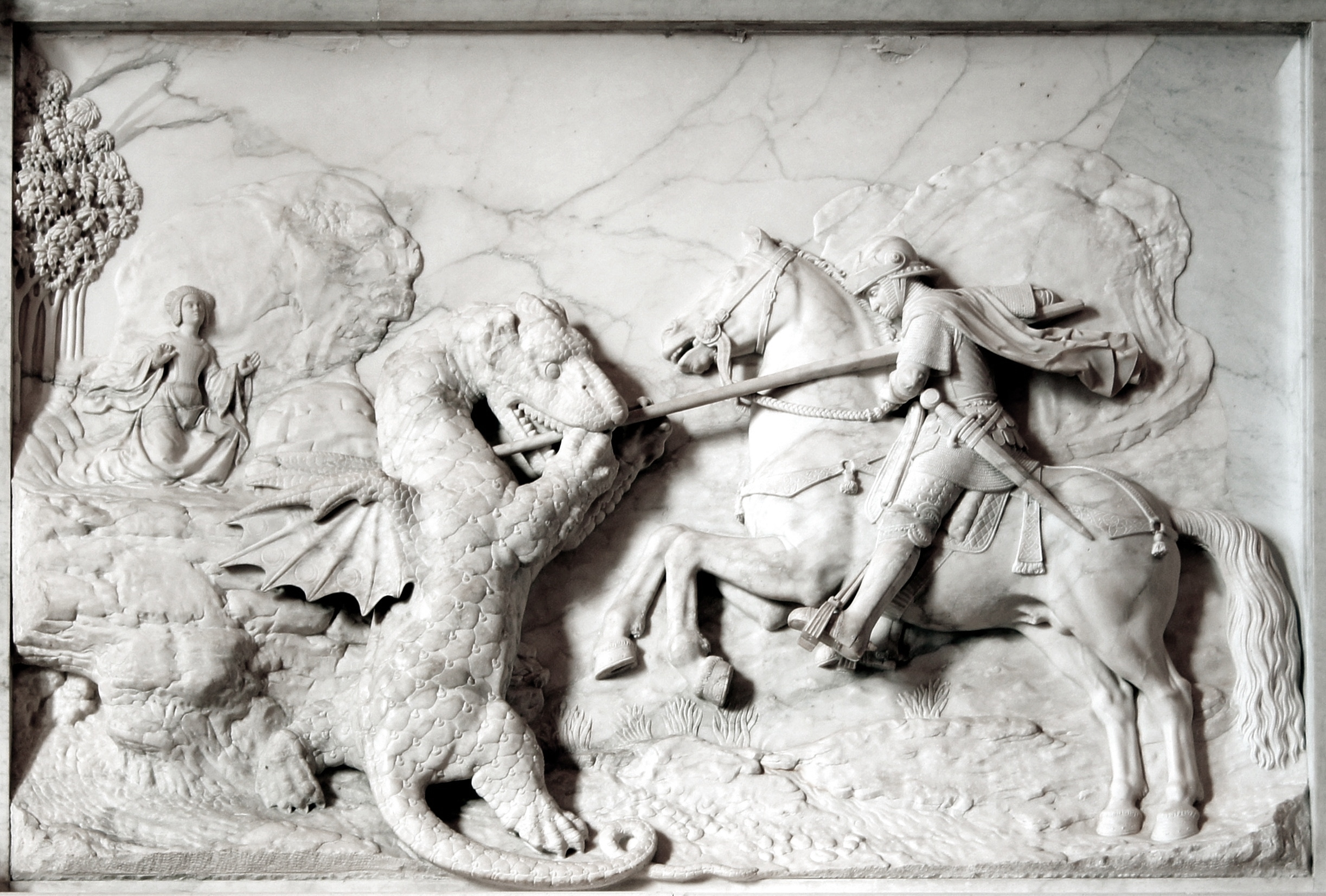
Saint Georges combattant le dragon (1509-1510), bajorrelieve en mármol